# Берёзастройматериалы
ОАО «Берёзастройматериалы» (БСМ; бел. ААТ «Бярозабудматэрыялы») — белорусское предприятие промышленности строительных материалов, специализирующееся на производстве керамической плитки. Расположено в городе Берёза Брестской области.

## История
В 1946 году в Берёзе был образован цех по производству кирпича. В 1967 году в Берёзе был организован комбинат строительных материалов в составе двух сезонных кирпичных заводов, цеха по производству печных изразцов и участка по производству мелких стеновых блоков. В 1979—1981 годах один из кирпичных заводов комбината был реконструирован и переоборудован для производства керамической плитки (проектная мощность — 300 тыс. м²). В 1986—1987 годах был построен новый корпус и установлены две новых технологических линии по производству керамической плитки и организован цех по производству фритты (компонента для приготовления глазури). В 1992 году на комбинате закончилось строительство завода минераловатных изделий по производству строительных минераловатных прошивных матов, в 1996 году одна из технологических линий переоборудована для производства минераловатных плит, в 1999 году на этом заводе была введена в эксплуатацию линия по производству керамической плитки. В 1999 году завод освоил производство керамических фриз. В 2001 году началась реконструкция производства керамической плитки. В 2002 году комбинат прекратил производство керамического кирпича. В 2015 году была введена в эксплуатацию новая линия по производству керамической плитки мощностью 2,5 млн м² в год.
В 1990 году Берёзовский комбинат строительных материалов преобразован в производственное промышленное объединение «Берёзастройматериалы». В 1996 году преобразовано в государственное производственное предприятие, в 2000 году — производственное республиканское унитарное предприятие (ПРУП), 20 декабря 2005 года — в открытое акционерное общество (ОАО) «Берёзастройматериалы».

## Современное состояние
В 2017 году на предприятии работало 1180 человек (260 с высшим образованием, 256 со средним специальным образованием, 302 с профессионально-техническим образованием), в том числе 1086 человек промышленно-производственного персонала. Предприятие производит керамические плитки (в том числе глазурованные) для внутренней облицовки, полов, бассейнов, фасадные, а также декоративные фризы, вставки под торговой маркой «Берёза-керамика» («Beryoza Ceramica»). На предприятии действуют массозаготовительный цех и 3 цеха по производству керамических плиток (общая мощность — 10866 тыс. м² в год) с технологическим оборудованием итальянской компании Sacmi и цех декоративных элементов мощностью 320 тыс. м².
По итогам 2017 года выручка от реализации продукции составила 94,3 млн руб. (ок. 44 млн долларов), чистая прибыль — 6,4 млн руб. (3 млн долларов), рентабельность реализованной продукции — 17,6 %, дебиторская задолженность — 12,1 млн руб., кредиторская задолженность — 11,9 млн руб. В 2017 году было произведено 10797 тыс. м² (4839 тыс. м² облицовочных плиток, 5457 тыс. м² плиток для полов, 56,9 тыс. м² плиток для бассейнов, 126,9 тыс. м² фасадных плиток, 317,5 тыс. м² декоративных элементов).
В 2005 году 70 % продукции экспортировалось. В 2017 году 84,7 % произведённой продукции было экспортировано (69,5 % — Россия, 13,2 % — Казахстан, 6,5 % — Украина, 3,7 % — Молдова, 1,2 % — Азербайджан, 1,1 % — Литва, 1 % — Кыргызстан, менее 1 % — Сербия, Румыния, Грузия, Армения, Узбекистан и др.)